# Cometes solangeae
Cometes solangeae là một loài bọ cánh cứng trong họ Cerambycidae.